# Anopheles arabiensis
Anopheles arabiensis är en tvåvingeart som beskrevs av William Hampton Patton 1905. Anopheles arabiensis ingår i släktet Anopheles och familjen stickmyggor. Inga underarter finns listade i Catalogue of Life.